# تومي إيرفين
تومي إيرفين (بالإنجليزية: Tommy Irvin)‏ هو سياسي أمريكي، ولد في 14 يوليو 1929 في لولا في الولايات المتحدة، وتوفي في 14 سبتمبر 2017 في ماونت إيري في الولايات المتحدة. حزبياً، نشط في الحزب الديمقراطي. وقد انتخب عضو مجلس نواب جورجيا.